# Hurley-Gletscher
Der Hurley-Gletscher ist ein Gletscher im Süden der westantarktischen Adelaide-Insel. Er fließt zwischen Mount Gaudry und Mount Liotard in östlicher Richtung zur Ryder Bay.
Das UK Antarctic Place-Names Committee benannte ihn 1977 nach Alexander John Hurley (* 1951), Mechaniker des British Antarctic Survey auf der Halley-Station von 1975 bis 1976 und auf der Rothera-Station von 1976 bis 1977.